# Ізидор Редлер
Ізидор Редлер (пол. Izydor Redler; нар. 25 листопада 1902, Стрий, Австро-Угорщина — пом. 7 квітня 1981, Нью-Йорк, США) — польський футболіст єврейського походження, виступав на позиції правого захисника. У 1948 році змінив ім'я на Ірвін.

## Життєпис
Народився в місті Стрий, футбольну кар'єру розпочав у 1918 році в місцевій «Погоні». З 1922 по 1932 рік захищав кольори львівської «Гасмонеї» (з перервою у 1932 році, коли Ізидор виступав у варшавській «Легії»).
У футболці збірної Польщі зіграв одного разу, 12 вересня 1926 року в переможному (6:1) зі збірною Туреччини. Редлер вийшов на поле в стартовому складі.
Учасник Оборонної війни 1939 року. Після розгрому польських військ через Румунію втікає до Франції, де вступає до Війська Польського. Потім був евакуйований до Великої Британії, де працював лікарем Польського Війська в Шотландії, після цього в Лондоні допомагав проходити реабілітацію пораненим у битві при Монте-Касіно. Після завершення Другої світової війни залишився в Англії, однак у 1948 році емігрував до США. Там протягом багатьох років займався викладацькою діяльністю — читав лекції з ортопедії в Нью-Йоркському університеті